# 4-硝基肉桂酸
4-硝基肉桂酸是一种有机化合物，化学式为C9H7NO4。反式-4-硝基肉桂酸可由4-硝基苯甲醛和丙二酸为原料反应制得。它在乙腈-甲醇（98:2）中用300 nm的光照可转化为顺式-4-硝基肉桂酸。